# Рейд на Шуазель
Рейд на Шуазель (англ. Raid on Choiseul) — одна із операцій армії США і Австралії під час Тихоокеанської кампанії Другої світової війни. Відбувалася 28 жовтня — 3 листопада 1943 року на острові Шуазель на півночі архіпелагу Соломонові острови.

## Передумови
Запланувавши на 1 листопада висадку в затоці Імператриці Августи, американське командування задумало також декілька кроків, щоб відволікти увагу японців. Одним із таких кроків повинен був стати диверсійний рейд на острів Шуазель, для здійснення якого був виділений посилений парашутний батальйон морської піхоти під командуванням підполковника Віктора Крулака. Їх завданням було влаштувати якомога більше безладу, створивши тим самим враження висадки значних сил для захоплення острову з метою атаки Бугенвіля зі сходу. Їм повинні були допомагати австралійські розвідники і населення острову. Як інформаційне прикриття штаб Холсі запланував на 30 жовтня публікацію в газетах інформації про десант з повітря на Шуазель.

## Операція
В ніч з 27 на 28 жовтня 4 десантних транспорти в супроводі есмінця «Конвей» досягли острова. В 1:00 батальйон провів висадку і направився вглиб острову, щоб заховатися серед пагорбів, в місці вказаному місцевими жителями, та влаштувати там базу. Невеликий загін відправився північніше, щоб організувати фальшиве місце висадки.
За даними розвідки на острові знаходилося 3-4 тисячі солдатів. Проте, це були різноманітні підрозділи, що раніше були евакуйовані з інших місць та розміщені в невеликих таборах по всьому острові. Було намічено дві головні цілі — база катерів на південному сході біля поселення Сангігай (150—200 бійців) та форпост на півночі острову, поблизу річки Уорріор.
30 жовтня Крулак силами двох рот, підсилених кулеметним і мінометним підрозділами, атакував базу катерів на південному сході. Раніше, за запитом підполковника, силами 12 бомбардувальників базі був завданий авіаудар, було скинуто близько двох тон бомб, а безпосередньо перед атакою парашутисти обстріляли позиції противника із мінометів. Все завершилося повним розгромом японців, які залишили на полі битви близько 70 вбитих. З американської сторони було 6 вбитих і 12 поранених, в тому числі був поранений уламком підполковник Крулак. На ворожій базі були захоплені важливі документи, в тому числі карти мінних полів навколо острову Бугенвіль. Потім морські піхотинці зруйнували все, що залишалось цілим після бомбардування і обстрілу та повернулися на базу.
1 листопада морські піхотинці в складі неповної роти на чолі із заступником командира батальйону майором Уорнером Біггером завантажились в човни і пройшли вздовж узбережжя до північної частини острову з метою знищення катерів в бухті Шуазель та обстрілу позицій на острові Гаппі. Висадившись в гирлі річки Уорріор, Біггер замаскував човни на березі, залишив біля них підрозділи прикриття та ротну рацію і почав рухатися вглиб острову. Проте, незабаром виявилося, що місцеві провідники погано знайомі з цією частиною острову та збилися зі шляху. Біггер вирішив зупинитися на ночівлю в джунглях, пославши одне відділення до місця своєї висадки, щоб доповісти про ситуацію по радіо.
Вранці 2 листопада підрозділи прикриття зустрілися з японцями, після перестрілки піхотинці відступили на човнах до бази і доповіли про все командиру. Той, побоюючись, що Біггер може бути відрізаний, запросив в штабі підтримку і наказав човнам повертатися до гирла Уорріора.
Біггер з основними силами продовжив рух та обстріляв з мінометів острівець Гаппі. В 16:00 вони повернулися до річки, збираючись відплисти на човнах на базу. Не виявивши човнів та зіткнувшись з силами супротивника, Біггер був змушений вступити в бій. Після півторагодинної перестрілки, прибули човни і морські піхотинці під ворожим вогнем сіли в них і відплили в напрямку своєї бази. На цьому їх неприємності не закінчилися, один з човнів був пошкоджений підводним рифом, а незабаром на ньому відмовив двигун. Проте, незабаром прибула запрошена Крулаком підтримка у вигляді двох торпедних катерів та трьох літаків, що прикривали відступ. Ротою Біггера було знищено близько 40 солдатів противника. Втрати американської сторони склали 4 вбитих і 1 поранений.
Тим часом, японці почали розуміти, що сили американців на острові невеликі. Зрозумівши це, а також неминучість поразки при прямому протистоянні гарнізону острова, 2 листопада Крулак направив у штаб запит про евакуацію. Оскільки висадка в затоці Імператриці Августи вже відбулася, командування вирішило визнати завдання підполковника виконаним, а подальше продовження операції втратило сенс.
Вночі 3 листопада батальйон, попередньо залишивши на місці перебування велику кількість мін, завантажився на десантні кораблі та залишив острів.

## Результати
Ціною порівняно незначних втрат батальйон Крулака зміг нанести значних втрат японським силам. Крім того, батальйон в критичний момент відволік на себе увагу японського командування — з Шортленда на Шуазель були перекинуті війська. Також велике значення мали здобуті відомості про мінні поля поблизу Бугенвіля. Генерал Рой Гейгер дав характеристику цієї операції наступними словами:

…серія коротких ударів зправа, щоб вибити супротивника з рівноваги і прикрити нищівний лівий хук в корпус в затоці Імператриці Августи.
Оригінальний текст (англ.)
…a series of short right jabs designed to throw the enemy off balance and conceal the power of the left hook to his mid-riff at Empress Augusta Bay.